# عبد اللطيف عبيد
عبد اللطيف عبيد ولد في 1 أكتوبر 1947 في قربة، هو أكاديمي ولغوي وسياسي تونسي.

## السيرة الذاتية

### الطفولة والدراسة
ولد عبد اللطيف عبيد بقربة ودرس بها، قبل أن ينتقل إلى تونس العاصمة أين درس بالمعهد الثانوي ابن شرف، ثم زاول تعليمه العالي بكلية العلوم الإنسانية والاجتماعية بتونس، وأعد رسالة بحث عن لغة رواية الدقلة في عراجينها لكاتبها بشير خريف، ثم رسالة دكتوراه عنوانها «المصطلحات الفلاحية بمنطقة قربة: معجم ودراسة لسانية مصطلحية».

### المسار الأكاديمي
عمل كمدرس بمعاهد قرمبالية وجندوبة وقربة. أصبح في نفس الوقت خبيرا لدى المنظمة العربية للتربية والثقافة والعلوم والمنظمة الإسلامية للتربية والعلوم والثقافة في مجال نشر الثقافة العربية الإسلامية بالخارج.

بين 1978 والسنوات 2010، كان أستاذ فاختصاص اللغة العربية في المعهد العالي للغات بتونس (جامعة قرطاج). كان الرئيس السابق وعضو مجلس إدارة اتحاد المترجمين العرب، وعضو سابق بالمكتب التنفيذي للمنظمة العربية للترجمة (في بيروت) وعضو سابق في اتحاد اللغة العربية (في دمشق والقاهرة).

### المسار السياسي والحقوقي
نشط سياسيا منذ شبابه وانتمى إلى حركة الديمقراطيين الاشتراكيين في عهد مؤسسها أحمد المستيري، وتحمل مسؤولية الكتابة العامة للحركة في ولاية نابل بين 1981 و1990، كما تم انتخابه عضوا بالمكتب السياسي للحركة إلى تاريخ انفصاله عنها في مايو 1992، معتبرا أن أن الحركة قد انحرفت عن أهدافها الديمقراطية الأصلية.

شارك مجموعة من المناضلين الديمقراطيين، وفي مقدمتهم مصطفى بن جعفر، في تأسيس التكتل الديمقراطي من أجل العمل والحريات في 9 أبريل 1994. كان من بين الأعضاء المؤسسين للرابطة التونسية للدفاع عن حقوق الإنسان، وكان ورئيس فرعها في مدينة قربة ثم فرع قليبية وقربة منذ 1982. كان أيضا من بين الأعضاء المؤسسين للمجلس الوطني للحريات بتونس.

كان عبد اللطيف أحد مؤسسي حزب التكتل. بعد الثورة التونسية في 2011، انتخب في انتخابات 23 أكتوبر 2011 في المجلس الوطني التأسيسي عن دائرة نابل الأولى الانتخابية. عين في 24 ديسمبر 2011 في منصب وزير التربية في حكومة حمادي الجبالي، وبقي على رأس الوزارة حتى 13 مارس 2013. استقال من منصبه في المجلس التأسيسي في 28 أبريل 2014 ليتفرغ لمهمته كأمين عام مساعد في جامعة الدول العربية التي عين فيها في 11 مارس 2014.

## الحياة الخاصة
عبد اللطيف عبيد متزوج ولكنه لم يرزق بأطفال.

## مؤلفاته
- الكتاب الأساسي: في تعليم اللغة العربية لغير الناطقين بها، قسم النشر بالجامعة الأمريكية بالقاهرة، القاهرة، 2009 (ردمك 9789774162343).